# Jurkova Voľa
Jurkova Voľa – wieś (obec) na Słowacji w kraju preszowskim, powiecie Svidník. Jurkova Voľa położona jest w historycznym kraju Szarysz, na szlaku handlowym z Węgier do Polski. Pierwsze wzmianki o wsi pochodzą z roku 1600.